# Snuper
Snuper (hangul: 스누퍼) är ett sydkoreanskt pojkband bildat år 2015 av Widmay Entertainment.
Gruppen består av de sex medlemmarna Suhyun, Sangil, Taewoong, Woosung, Sangho och Sebin.

## Medlemmar
| Artistnamn   | Artistnamn | Födelsenamn     | Födelsenamn | Födelsedatum      |
| Romanisering | Hangul     | Romanisering    | Hangul      | Födelsedatum      |
| ------------ | ---------- | --------------- | ----------- | ----------------- |
| Suhyun       | 수현       | Choi Hyung-geun | 최형근      | 1 oktober 1992    |
| Sangil       | 상일       | Shim Sang-il    | 심상일      | 1 maj 1993        |
| Taewoong     | 태웅       | Yoo Tae-woong   | 유태웅      | 24 maj 1994       |
| Woosung      | 우성       | Choi Seong-hyuk | 최성혁      | 24 september 1994 |
| Sangho       | 상호       | Jo Sang-ho      | 조상호      | 10 februari 1995  |
| Sebin        | 세빈       | Jang Se-bin     | 장세빈      | 24 april 1996     |

## Diskografi

### Album
| Albuminformation                                   | Topplacering          | Topplacering   |
| Albuminformation                                   | Sydkorea (Gaon Chart) | Japan (Oricon) |
| Koreanska                                          | Koreanska             | Koreanska      |
| -------------------------------------------------- | --------------------- | -------------- |
| Shall We (EP-skiva) - Släppt: 16 november 2015     | 28                    | —              |
| Platonic Love (EP-skiva) - Släppt: 8 mars 2016     | 13                    | —              |
| Compass (Singelalbum) - Släppt: 12 juli 2016       | 11                    | —              |
| Rain of Mind (EP-skiva) - Släppt: 15 november 2016 | 20                    | —              |
| I Wanna? (EP-skiva) - Släppt: 24 april 2017        | 4                     | 38             |
| Blossom (EP-skiva) - Släppt: 24 april 2018         | 4                     | 30             |
| Japanska                                           |                       |                |
| You=Heaven (Singelalbum) - Släppt: 26 oktober 2016 | —                     | 12             |
| Oh Yeah (Singelalbum) - Släppt: 22 mars 2017       | —                     | 3              |

### Singlar
| År        | Titel               | Topplacering          | Topplacering   |
| År        | Titel               | Sydkorea (Gaon Chart) | Japan (Oricon) |
| Koreanska | Koreanska           | Koreanska             | Koreanska      |
| --------- | ------------------- | --------------------- | -------------- |
| 2015      | "Shall We Dance"    | —                     | —              |
| 2016      | "Polaroid"          | —                     | —              |
| 2016      | "Platonic Love"     | —                     | —              |
| 2016      | "You=Heaven"        | —                     | —              |
| 2016      | "It's Raining"      | —                     | —              |
| 2017      | "Back:Hug"          | —                     | —              |
| 2017      | "The Star of Stars" | —                     | —              |
| 2017      | "Dear"              | —                     | —              |
| 2018      | "Tulips"            | —                     | —              |
| Japanska  |                     |                       |                |
| 2016      | "You=Heaven"        | —                     | 12             |
| 2017      | "Oh Yeah"           | —                     | —              |
| 2017      | "Stand By Me"       | —                     | —              |